# G. Lufft Mess- und Regeltechnik
Die G. Lufft Mess- und Regeltechnik GmbH ist ein Unternehmen aus dem Bereich der meteorologischen Messtechnik mit Sitz in Fellbach bei Stuttgart. Es stellt Geräte zur Messung von Luftdruck, Temperatur und relativer Feuchte her. Darüber hinaus werden Geräte für industrielle Klimamesstechnik, Verkehrstechnik, Agrarmeteorologie, Umwelttechnik und für die Überwachung von Fertigungsprozessen der Pharmaindustrie produziert.

## Geschichte
Der Optikermeister Gotthilf Lufft (1848–1921), früherer Assistent am Polytechnikum Stuttgart, übernahm 1872 das Optikgeschäft S.F. Trostel (Samuel Friedrich Trostel (1794–1873)), das bereits vor 1838 als Waldstein & Trostel firmierte, wo er Thermometer und ab 1873 auch Aneroiddosen fertigte. Er war damit der erste deutsche Hersteller für mechanische Barometer. Diese Metallbarometer wurden damals schon in größeren Stückzahlen aus Frankreich importiert. 1881 gründete er die Firma Mech. Werkstatt G. Lufft. Lufft entwickelte das Aneroidbarometer weiter und beantragte für seine Produkte 1909 die Gewährung eines Patentes. Von 1910 bis 1996 wurden zudem die bekannten Bézard-Kompasse produziert. Im Ersten Weltkrieg stellte das Unternehmen aufgrund mangelnder Nachfrage nach Barometern die Produktion auf Höhenmesser für Flugzeuge um, die auf derselben Technologie beruhten. Nach Ende des Krieges wurden wieder Barometer hergestellt und die Produktion von Höhenmessern eingestellt.
Nach dem Tod von Gotthilf Lufft führte sein Schwiegersohn Richard Müller-Lufft zusammen mit dem Prokuristen Friedrich Wilhelm Flor das Unternehmen weiter. 1932 begann die Produktion von Bimetallthermometern, die weniger zerbrechlich und leichter abzulesen waren als herkömmliche Quecksilber-Geräte. Im Zweiten Weltkrieg traten Produkte für die Rüstungsindustrie wieder an die Stelle der zivilen Produkte. Nach einer kurzen Übergangsphase rückte Müller-Luffts Sohn Erich 1945 an die Unternehmensspitze. Die Produktion wurde auf Wetterwarten für Privathaushalte, große Wandbarometer und meteorologische Messgeräte für Industriekunden umgestellt. Als Erich Müller-Lufft sen. 1970 starb, trat sein Sohn Erich jun. die Geschäftsführung an. In den 1960er und 1970er Jahren war das Unternehmen einem verstärkten Wettbewerbsdruck durch Konkurrenten ausgesetzt, die mit niedrigeren Preisen und modernerer elektronischer Technik Marktanteile gewannen. 1990 stellte Lufft sein erstes elektronisches Messgerät vor. Gegenwärtig stammen 90 Prozent der Umsätze von Elektronik-Produkten. Mehr als 50 Prozent der Erlöse werden im Export erwirtschaftet, wobei auf Westeuropa der Hauptanteil entfällt, der sich vor allem auf die Länder Spanien und Österreich konzentriert. Außereuropäisch gehen die meisten Exporte in die USA, aber auch nach Asien.
Im Januar 2016 stimmte Lufft der Übernahme durch die Ott Hydromet mit Sitz in Kempten, Deutschland zu. Durch den Zusammenschluss sechs unabhängiger Firmen (OTT, Hydrolab, ADCON Telemetry, Sutron, Lufft und – seit 8. Januar 2018 – Kipp&Zonen) deckt die OTT Hydromet Gruppe die Bereiche Wasserqualität, Wasserquantität, Telemetrie und Meteorologie ab.

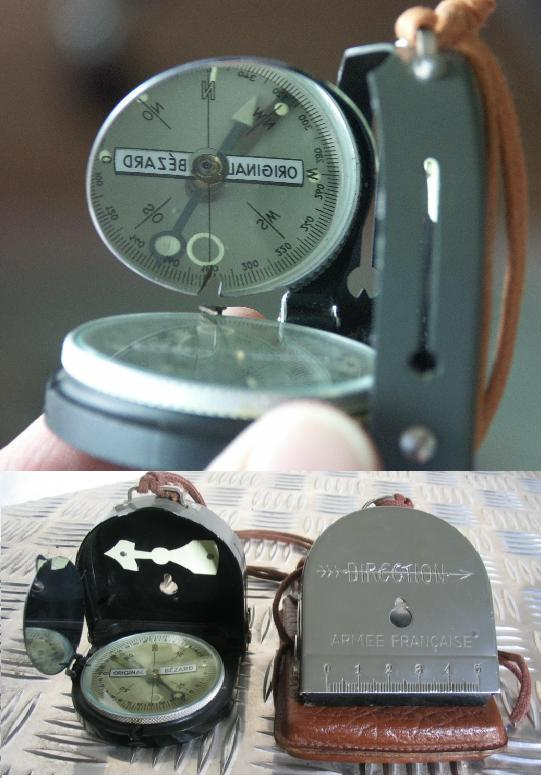
Kompass nach Bézard, hergestellt von Lufft
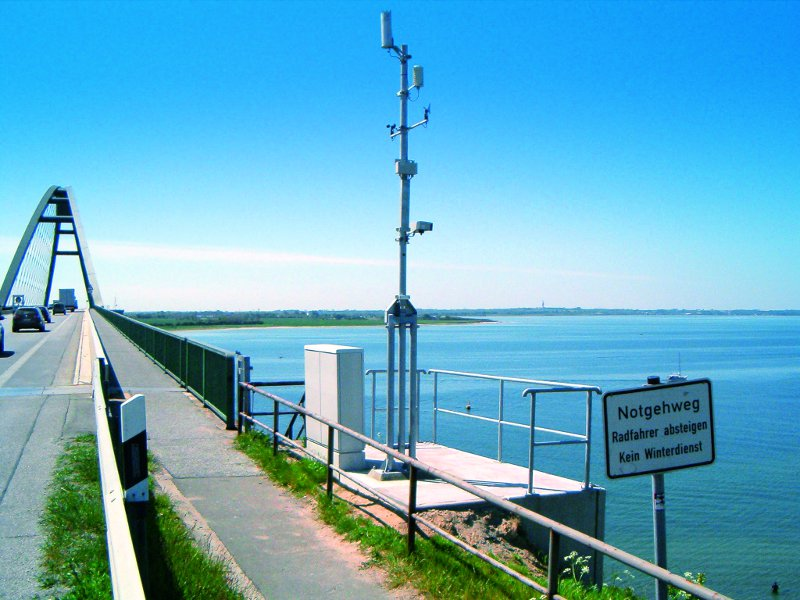
Station zur Überwachung der Verkehrssicherheit an der Fehmarnsundbrücke
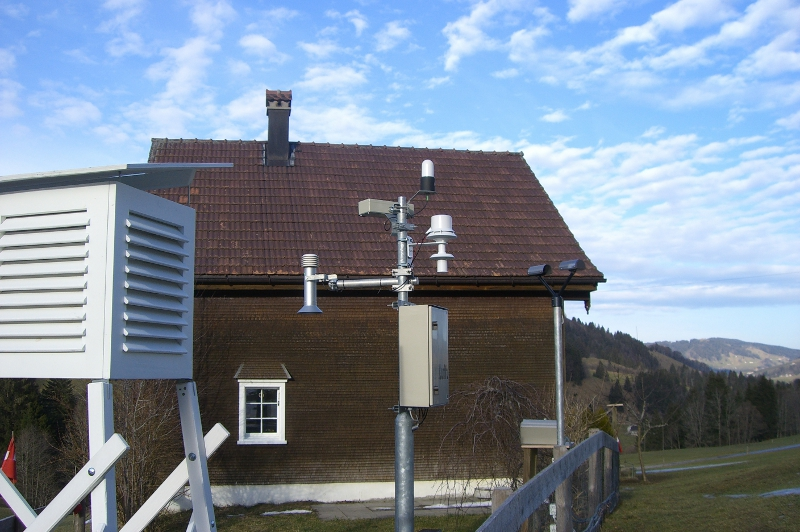
Meteorologische Sensoren an einer Wetterstation